# Linia kolejowa Rakovník – Mladotice
Linia kolejowa Rakovník–Mladotice (Linia kolejowa nr 162 (Czechy)) – jednotorowa, regionalna i niezelektryfikowana linia kolejowa w Czechach. Łączy Rakovník i Mladotice. Przebiega przez terytorium kraju środkowoczeskiego i pilzneńskiego.